# Den svarta cirkeln
Den svarta cirkeln är en svensk miniserie i fem delar från 1990 i regi av Pelle Seth med Stefan Sauk och Liv Osa i huvudrollerna. Serien hade svensk TV-premiär den 23 januari 1990 och släpptes på DVD den 2 juli 2008.

## Handling
Vid en begravning i Hedvig Eleonora kyrka i Stockholm exploderar en bomb, men ingen tar på sig ansvaret för dådet. Tre dagar senare exploderar ytterligare en bomb, denna gång på Centralen. Men när ingen den här gången heller tar på sig ansvaret misstänker polisen att det rör sig om utländska terrorister som utfört de båda dåden och gör ett tillslag mot ett turkiskt kafé. Men journalisten Johan Nordenskiöld tror inte på polisens teorier om utländska terrorister, utan börjar tillsammans med sin kollega Eva Murray undersöka saken själv och har snart fått upp ett helt nytt spår. Samtidigt har två andra av Johans medarbetare, De Witt och Andersson, tipsat polisen om att två västtyska terrorister befinner sig på en pråm i hamnen. Och efter att ha hittat ett par bilder på de västtyska terroristerna i en av Johans skrivbordslådor är Johan också efterlyst av polisen.

## Medverkande
- Lars-Erik Berenett - Rikard Kostner
- Agneta Ekmanner - Cecilia Ångström
- Ernst Günther - Björkman
- Roland Hedlund - Stangenberg
- Tomas Laustiola - Ekman
- Thomas Oredsson - Andersson
- Liv Osa - Eva Murray
- Stefan Sauk - Johan Nordenskiöld
- Allan Svensson - Stefan De Witt
- Lars Väringer - Tom Schauberg
- Rikard Wolff - Killander
- Björn Gedda - Peter Bremen
- Heinz Hopf - Krister Jonasson
- Peter Andersson - Hessle
- Görel Crona - Isabell Dahlgren